# Antonio Gorostegui
Antonio Gorostegui Ceballos (conocido como Toño Gorostegui; Santander, 9 de abril de 1954) es un deportista español que compitió en vela en las clases 470, Star y Soling.
Participó en cuatro Juegos Olímpicos de Verano, obteniendo una medalla de plata en Montreal 1976 en la clase 470 (junto con Pedro Millet), el séptimo lugar en Moscú 1980 (Star), el séptimo en Los Ángeles 1984 (Star) y el 17.º en Seúl 1988 (Soling).
Ganó dos medallas de oro en el Campeonato Mundial de Star, en los años 1982 y 1983, y una medalla de oro en el Campeonato Europeo de Star de 1982. Además, obtuvo una medalla de oro en el Campeonato Mundial de 470 de 1974.

## Palmarés internacional
| Juegos Olímpicos   | Juegos Olímpicos  | Juegos Olímpicos | Juegos Olímpicos |
| Año                | Lugar             | Medalla          | Clase            |
| ------------------ | ----------------- | ---------------- | ---------------- |
| 1976               | Montreal (Canadá) | Medalla de plata | 470              |
| Campeonato Mundial |                   |                  |                  |
| Año                | Lugar             | Medalla          | Clase            |
| 1974               | Nápoles (Italia)  | Medalla de oro   | 470              |

| Campeonato Mundial | Campeonato Mundial              | Campeonato Mundial | Campeonato Mundial |
| Año                | Lugar                           | Medalla            | Clase              |
| ------------------ | ------------------------------- | ------------------ | ------------------ |
| 1982               | Medemblik (Países Bajos)        | Medalla de oro     | Star               |
| 1983               | Marina del Rey (Estados Unidos) | Medalla de oro     | Star               |
| Campeonato Europeo |                                 |                    |                    |
| Año                | Lugar                           | Medalla            | Clase              |
| 1982               | Århus (Dinamarca)               | Medalla de oro     | Star               |

## Condecoraciones
| Distinción                                         | Año  |
| -------------------------------------------------- | ---- |
| Medalla de plata – Real Orden del Mérito Deportivo | 1994 |